# Geraniol dehidrogenaza
Geraniol dehidrogenaza (EC 1.1.1.183, geraniolna dehidrogenaza) je enzim sa sistematskim imenom geraniol:NADP+ oksidoreduktaza. Ovaj enzim katalizuje sledeću hemijsku reakciju
geraniol + NADP+ {\displaystyle \rightleftharpoons } geranial + NADPH + H+
Geraniolna dehidrogenaza takođe deluje manjom brzinom na farnezol, ali ne na nerol. Ovaj enzim formira smešu poznatu kao citral, koja sadrži geranial i neral. Nije poznato da li se neral formira direktno ovim enzimom, ili putem izomerizacije geraniala.

## Literatura
- Nicholas C. Price; Lewis Stevens (1999). Fundamentals of Enzymology: The Cell and Molecular Biology of Catalytic Proteins (Third изд.). USA: Oxford University Press. ISBN 019850229X.
- Eric J. Toone (2006). Advances in Enzymology and Related Areas of Molecular Biology, Protein Evolution (Volume 75 изд.). Wiley-Interscience. ISBN 0471205036.
- Branden C; Tooze J. Introduction to Protein Structure. New York, NY: Garland Publishing. ISBN 0-8153-2305-0.
- Irwin H. Segel. Enzyme Kinetics: Behavior and Analysis of Rapid Equilibrium and Steady-State Enzyme Systems (Book 44 изд.). Wiley Classics Library. ISBN 0471303097.

## Spoljašnje veze
- Geraniol+dehydrogenase на 